# Uljanovszki terület
Az Uljanovszki terület (oroszul Ульяновская область)  az Oroszországi Föderáció tagja. Székhelye Uljanovszk. Határos a Szaratovi területtel, a Szamarai területtel, a Penzai területtel, Tatárfölddel, Mordvinfölddel és Csuvasfölddel. 2010-ben népessége 1 292 799 fő volt.

## Népesség
A lakosság többsége orosz nemzetiségű, de más nemzetiségek is lakják, jelentős a tatár, a csuvas és a mordvin kisebbség száma.
Nemzetiségi összetétel:
|           | 1959-es népszámlálás | 1989-es népszámlálás | 2002-es népszámlálás | 2010-es népszámlálás |
| --------- | -------------------- | -------------------- | -------------------- | -------------------- |
| oroszok   | 868 559 (77,73%)     | 1 016 815 (72,83%)   | 1 004 558 (72,65%)   | 901 272 (69,71%)     |
| tatárok   | 96 918 (8,67%)       | 159 093 (11,39%)     | 168 766 (12,2%)      | 149 873 (11,59%)     |
| csuvasok  | 59 682 (5,34%)       | 116 539 (8,35%)      | 111 316 (8,05%)      | 94 970 (7,35%)       |
| mordvinok | 73 017 (6,53%)       | 61 061 (4,37%)       | 50 229 (3,63%)       | 38 977 (3,01%)       |
| összesen  | 1 117 359            | 1 396 193            | 1 382 811            | 1 292 799            |

## Politikai vezetés
Az Uljanovszki terület élén a kormányzó áll:
- Szergej Ivanovics Morozov: 2005. január 6. – 2021. április 8. Hivatali idejének lejárta előtt kérte nyugdíjazását, és Putyin elnök elfogadta.
- Alekszej Jurjevics Russzkih: 2021. április 8. – Putyin elnök rendeletével a kormányzói feladatokat ideiglenesen ellátó megbízott.[2]

A 2021. szeptember 20-i választáson győzött, és október 4-én mint megválasztott kormányzót beiktatták hivatalába.

## Városok
- Uljanovszk, a terület fővárosa,
- Dimitrovgrad
- Novouljanovszk

## Járások
A járások neve, székhelye és 2010. évi népessége az alábbi:
| Magyar név               | Orosz név               | Székhely          | Lélekszám |
| ------------------------ | ----------------------- | ----------------- | --------- |
| Barisi járás             | Барышский район         | Baris             | 44 034    |
| Bazarnij Szizgan-i járás | Базарносызганский район | Bazarnij Szizgan  | 10 083    |
| Cilnai járás             | Цильнинский район       | Bolsoje Nagatkino | 27 543    |
| Cserdakli járás          | Чердаклинский район     | Cserdakli         | 41 449    |
| Inzai járás              | Инзенский район         | Inza              | 33 877    |
| Karszuni járás           | Карсунский район        | Karszun           | 25 170    |
| Kuzovatovói járás        | Кузоватовский район     | Kuzovatovo        | 22 377    |
| Majnai járás             | Майнский район          | Majna             | 25 826    |
| Melekesszi járás         | Мелекесский район       | Dimitrovgrad      | 36 718    |
| Novaja Malikla-i járás   | Новомалыклинский район  | Novaja Malikla    | 15 379    |
| Novoszpasszkojei járás   | Новоспасский район      | Novoszpasszkoje   | 22 478    |
| Nyikolajevkai járás      | Николаевский район      | Nyikolajevka      | 27 211    |
| Pavlovkai járás          | Павловский район        | Pavlovka          | 15 109    |
| Ragyiscsevói járás       | Радищевский район       | Ragyiscsevo       | 14 284    |
| Szengileji járás         | Сенгилеевский район     | Szengilej         | 23 260    |
| Sztaraja Kulatka-i járás | Старокулаткинский район | Sztaraja Kulatka  | 14 731    |
| Sztaraja Majna-i járás   | Старомайнский район     | Sztaraja Majna    | 18 132    |
| Szurszkojei járás        | Сурский район           | Szurszkoje        | 19 430    |
| Tyerenygai járás         | Тереньгульский район    | Tyerenyga         | 18 761    |
| Uljanovszki járás        | Ульяновский район       | Isejevka          | 36 669    |
| Veskajmai járás          | Вешкаймский район       | Veskajma          | 19 801    |